# Bobby Selvaggio
Bobby Selvaggio (* 5. Juni 1969) ist ein US-amerikanischer Jazzmusiker (Saxophone, Klarinette, Flöte) und Musikpädagoge.
Selvaggio erwarb den Bachelor of Music an der Kent State University, den Master in Jazz Performance an der Manhattan School of Music. Danach arbeitete er u. a. mit Kenny Werner, Joe Lovano; außerdem spielte er im Cleveland Jazz Orchestra und im Vanguard Jazz Orchestra. Nachdem er vier Jahre in New York City gelebt hatte, kehrte er in seine Heimatstadt Cleveland zurück, nahm eine Reihe von Alben unter eigenem Namen auf, unterrichtete und schrieb ein Buch über Jazz-Improvisation. Er ist Gründer des Aurora Center for Jazz Studies in Aurora (Ohio). Sein Album Grass Roots Movement wurde von JazzTimes in die Liste der 50 besten Jazzalben des Jahres 2011 aufgenommen.

## Diskographische Hinweise
- Round (2002)
- Visions Transitions (2005)
- Unspoken Dialogue (Playscape Recordings; 2007), mit Kenny Werner, Paul Tynan, Ben Street, Matt Perko und Jamey Haddad
- Modern Times (Arabesque, 2009)
- Grass Roots Movement (Arabesque, 2011)
- Short Stories (Origin Records, 2014), mit Aaron Goldberg, Ashley Summers, Chris Baker
- Live from the Bop Stop (Dot Time, 2020)